# Ben 10 (2016)
Ben 10 é uma série de animação estadunidense de 2016 criada por Man Of Action para o Cartoon Network, sendo um reboot da série de mesmo nome de 2005. É a quinta série animada da franquia Ben 10 e está atualmente em transmissão. A série reconta as aventuras de Ben, Gwen e seu avô Max em suas férias de verão combatendo vilões que ameaçam o mundo. Jogos eletrônicos, revistas em quadrinhos, brinquedos e várias outras mercadorias baseadas na série foram lançadas. 
O Twitter do Cartoon Network confirmou que a série de 2005, Ben 10, ganharia um reboot, e a produção começou em 2015, um ano antes de sua estreia.  
Estreou no dia 10 de outubro de 2016 no Cartoon Network Internacional e em 10 de abril de 2017 nas Américas no Cartoon Network.
Desde a sua estreia, vários fãs reprovaram a série por conta do visual estar bem infantilizado. Em 22 de maio de 2017, a série foi renovada para uma segunda temporada, que estreou em 19 de fevereiro de 2018 nos Estados Unidos.  
Em 8 de março de 2018, a série foi renovada para uma terceira temporada. que estreou em 23 de fevereiro de 2019 nos Estados Unidos.  
Em 10 de janeiro de 2019, a série foi renovada para uma quarta temporada, que estreou nos Estados Unidos a partir do dia 26 de outubro de 2019.

## Enredo
Com base na franquia de grande sucesso sobre o herói infantil Ben Tennyson, Ben 10 apresenta um Ben re-imaginado, sua prima Gwen e o vovô Max, enquanto viajam pelo país durante as férias de verão. Quando Ben encontra o Omnitrix, um relógio misterioso que o transforma em 10 alienígenas diferentes, um mundo de superpoderes extraterrestres se abre para ele. A série é produzida pela Cartoon Network Studios e criada e executada pela Man of Action Entertainment (Big Hero 6, Generator Rex e as quatro séries originais do Ben 10 em sua continuidade compartilhada), com John Fang (Mixels, Generator Rex) a bordo como produtor supervisor.

### Temporada 1 (2016-17)
Ben Tennyson, de dez anos, passou as férias de verão viajando pelo país com sua prima Gwen e o vovô Max, em um trailer apelidado de Rustbucket. No entanto, depois de encontrar um estranho relógio de alta tecnologia conhecido como Omnitrix, que permite que ele se transforme em 10 heróis alienígenas, ele se encontra na posição de um super-herói. Em cada lugar em que sua família pára, Ben vai de uma tentativa de encontrar uma fonte de entretenimento a uma batalha contra supervilões, como o cientista louco Dr. Animo, o feiticeiro das trevas Hex, o palhaço psicótico Zombozo, o detestável Steam-Smythe, e o Weatherheads sem emoção, entre outras ameaças grandes e pequenas. Apesar de ter muito o que aprender, ele aprimora suas habilidades de herói com a ajuda de Gwen e Max.
Enquanto luta contra uma das criações mutantes de Animo durante uma viagem a Portland, Ben desbloqueia um 11º Alien que ele chama de Gax, um quimeriano com visão a laser e grande força. No entanto, desbloquear esse formulário parece ter um efeito estranho no Omnitrix, deixando-o incapaz de controlar suas transformações. Para determinar a origem desse problema, Max chama seu velho amigo Phil. Ben se vê sob ataque de três caçadores de recompensas alienígenas chamados Tetrax, Kraab e Sixsix. Enquanto ele é capaz de afastá-los, ele conhece um misterioso Chimeran, que se chama "Vil", que treina Ben para usar os poderes de Gax. No entanto, acontece que "Vil" e Gax são as duas metades do conquistador alienígena Vilgax, que engana Ben para libertar Gax do Omnitrix. O trio de caçadores de recompensa foi contratado para impedir Vilgax de se reformar e, assim, juntou-se a Ben para impedir que o conquistador destruísse o relógio. Vilgax vence esta batalha, despachando os caçadores e deixando Ben mudando rapidamente, e de acordo com Phil, incapaz de retornar à forma humana.
Vilgax pretende usar lava do Monte Megaladon para recarregar sua nave e reiniciar sua onda de conquistas. Ben, independentemente do seu estado atual, enfrenta Vilgax na batalha. O vilão com cara de tentáculo se interessa em possuir o Omnitrix em vez de destruí-lo, depois de ver o que ele pode fazer com um garoto humano fraco como Ben. Embora inicialmente seja impedido por sua incapacidade de prever qual será a próxima forma, Ben é capaz de mudar a maré e derrotar Vilgax atualizando o Omnitrix, supostamente sacrificando o DNA do Mechamorfo Galvânico.

### Temporada 2 (2017-18)
Os Tennysons continuam a visitar alguns dos maiores pontos turísticos da América, enquanto Ben continua levando sua carreira de herói a novos patamares. À medida que seus inimigos ficam mais fortes, Ben é ajudado pelo aparecimento de novas versões "Omni-Enhanced" de suas formas alienígenas, que possuem uma estranha energia azul que dá um grande soco na batalha. Ele também desbloqueou um novo herói alienígena a quem ele chama "Shock Rock", cuja forma é composta da mesma energia azul.
Enquanto isso, Vilgax, ainda procurando um método para escapar da Terra, forma alianças com alguns dos inimigos de Ben para aproveitar o poder do Omnitrix. A equipe Tennyson tem como missão derrotar Vilgax e impedir que suas maquinações desonestas vejam a luz.
No entanto, após uma batalha com o robô de guerra de Vilgax, Ben descobre que suas novas formas são um sinal de uma ameaça maior. Shock Rock é um Fulmini, cujo DNA pod substituiu Upgrade após seu sacrifício. O Império Fulmini e seu líder, o High Override, têm manipulado Ben para invadir a Terra e usar o Omnitrix como porta de entrada. Ben e Vilgax se unem, entrando no Omnitrix e aliando-se com uma fusão heróica entre seu DNA e o DNA danificado de Upgrade, que se chama Glitch. Embora o High Override bane Vilgax para o Null Void, o Time Tennyson consegue libertar Ben de seu controle e expulsar os Fulmini do relógio, fazendo com que ele reinicie. Glitch sobrevive à recalibração escapando do Omnitrix, juntando-se à família.

### Temporada 3 (2019-2020)
Após uma batalha séria com o High Override, Glitch se funde com o Rustbuggy e se torna parte da família Tennyson. Ben fica frustrado quando o Omnitrix é reiniciado por uma semana, mas é ativado no momento em que a família Tennyson está prestes a viajar pelo mundo. Phil criou um helicóptero chamado "Omni-Copter" para o Tennyson Trio para que eles possam viajar pelo mundo. A reinicialização revela três novos alienígenas, Rath, Slapback e Humungosaur, que substituem Gray Matter, Overflow e Wildvine. Com Vilgax no Null Void, Ben tem um novo inimigo para combater: Kevin Levin, que tem um Omnitrix próprio, chamado "AntiTrix", que lhe dá acesso a versões alteradas dos alienígenas de Ben. Um vilão misterioso chamado Forever Knight reúne os vilões de Ben por uma causa comum. Como revelado no final da rotatória, em duas partes, seu objetivo é voltar no tempo e impedir que sinais alienígenas entrem em contato com a Terra.
Ao longo da temporada, o Forever Knight testa os inimigos do Time Tennyson para determinar quem ele precisa para esse objetivo: a lista final consiste em Kevin, Charmcaster, Vin Ethanol, Billy Billions, Simon Sez e um Ben ilusório. Enquanto procurava por Ben, Phil presenteia Gwen com um traje de gato robô. Kevin, irritado com o Cavaleiro Eterno por descartá-lo, se une a Gwen para ajudar Ben a impedir que o Cavaleiro Eterno altere a história. No final, Kevin e o Cavaleiro Eterno acabam presos no tempo e no espaço.
Ben e Gwen voltam ao presente e voltam para a América a bordo do Omni-Copter, ao lado do vovô Max, Phil, Vin e Simon, os dois últimos foram convencidos a se juntar à equipe Tennyson. Além disso, Billy e Encantriz são presos.

### Temporada 4 (2020)
Ben descobre uma nova função no Omnitrix chamada "Omni-Kix". Além disso, ele ganha um novo alienígena, Arraia-á-Jato, que substitui o Insectóide.

### Temporada 5 (2021)
A quinta e ultima temporada consistiu basicamente em especiais como Ben 10,010, Ben Gen 10, e Alien X-Tinção, sendo esse ultimo o final da série.

## Lançamento
A primeira região aonde o desenho foi transmitido foi na Ásia-Pacífica em outubro de 2016..
Na Europa Ocidental, o desenho estreou na semana seguinte, em 8 de outubro de 2016.
Dois dias depois, a série estreou na Europa Oriental, Oriente Médio e África
Em Portugal, a série estreou no dia 15 de outubro de 2016 com um episódio duplo.
Nas Américas, a série estreou no dia 10 de abril de 2017.
Em maio de 2017, a série foi renovada para uma segunda temporada, que estreou nos Estados Unidos em 19 de fevereiro de 2018 e no Brasil em 4 de fevereiro de 2018.
A terceira temporada estreou em 23 de fevereiro de 2019 nos Estados Unidos e no Brasil em 4 de março de 2019.
A quarta temporada estreou de 9 de fevereiro de 2020 nos Estados Unidos, e a quinta em 9 de abril de 2021.

## Personagens

### Principais
Ben Tennyson: Um garoto de 10 anos que passa as férias de verão com sua prima Gwen e seu avô Max. Após ele encontrar o Omnitrix, ele ganha a capacidade de se transformar em 10 alienígenas com poderes diferentes e os usa para combater os vilões e seus planos diabólicos.
Gwen Tennyson: A prima de Ben. É inteligente e ás vezes chega á brigar com Ben, mas sempre dá suporte ao primo para ajudá-lo a combater o crime.
Max Tennyson: É o avô de Ben e Gwen. Pilota um trailer conhecido como Lata Velha (Rustbucket no original) e leva seus netos para os maiores pontos turísticos dos EUA durante as férias de verão.

### Alienígenas

#### Desbloqueados
Quatro Braços (Four Arms no original): Um Tetramando do planeta Khoros que tem super-força e quatro braços completamente musculosos. Ele também pode gerar uma onda de choque que nocauteia seus adversários. 
Chama (Heatblast no original): Um Pyronita do planeta Pyros que tem a habilidade de controlar o fogo, ou seja, ele tem Pirocinese. Sua principal fraqueza é água, por ele ser feito de fogo.
XLR8: Um Kinecelerano do planeta Kinet que tem a habilidade de correr em alta velocidade em mais de 800 quilômetros por hora.
Diamante (Diamondhead no original): Um Petrosapien do planeta Petropia que é completamente feito de cristal e pode gerá-los em qualquer lugar, usando-opara formar um escudo, para consertar coisas e também para atacar os oponentes.
Bala de Canhão (Cannonbolt no original): Um Peralota Arburiano do planeta Arburia que tem a capacidade de virar uma esfera e pode rolar que nem uma bola de boliche para nocauteiar os inimgos. 
Choque Rochoso (Shock Rock no original): Um Fulmini do planeta Fulmas que foi desbloqueado no Omnitrix após a sua atualização. Ele é composto de pedra e energia de plasma e pode usá-la para atacar os oponentes e energizar coisas. Substitui o Ultra T.
Tapinha (Slapback no original): Um Ekoplektoide do planeta Ekoplekton que foi desbloqueado no Omnitrix após a sua recalibração. Quando ele cai de costar, ele se duplica, tornando-o mais pesado e mais forte.
Rath: Um Appoplexiano do planeta Appoplexia que tem a aparência similar a um tigre, sendo desbloqueado no Omnitrix após a sua recalibração. Tem agilidade e força brutas e uma coisa muito notável em sua personalidade é a sua raiva.
Enormossauro (Humungosaur no original): Um Vaxasauriano do planeta Terradino que foi desbloqueado no Omnitrix após a sua recalibração. Tem super força e uma cauda com uma bola de espinhos que pode gerar ondas de choque e sua desvantagem é que ele é muito grande, e isso o faz muito lento.
Arraia-á-Jato (Jetray no original): Um Aerofíbio do planeta Aeropela que foi desbloqueado no Omnitrix após a sua incrementação. Ele pode voar e respirar debaixo d'água. 

#### Bloqueados
Ultra T (Upgrade no original): Um Mecamorfo Galvânico da lua Galvan B. Ele pode dar melhoras em máquinas ao se fundir com elas, deformar e regenerar seu corpo. Ele é substituido pelo Choque Rochoso após a atualização do Omnitrix.
Enxurrada (Overflow no original): Um Cascano do planeta Cascareau que tem Hidrocinese, ou seja, pode controlar a água e pode respirar debaixo d'água. É bloqueado após a segunda recalibração do Omnitrix.
Massa Cinzenta (Grey Matter no original): Um galvaniano do planeta Galvan Prime. Ele é pequeno, mas tem uma inteligência enorme, apesar de não ser muito forte. É bloqueado após a segunda recalibração do Omnitrix.
Cipó Selvagem (Wildvine no original): Um Florauna do planeta Flors Verdance. Pode controlar as plantas e gerar vários cipós do chão, podendo agarrar ou prender os seus oponentes. É bloqueado após a segunda recalibração do Omnitrix.
Insectóide (Stinkfly no original): Um lepidopterrano do planeta Lepidopterra que tem a habilidade de voar e espirrar um tipo de gosma fedorenta. É bloqueado após o upgrade do Omnitrix.

### Vilões
Vilgax: Um Chimera Sui Genesis do planeta Vilgaxia que quer pegar o Omnitrix, que está na posse de Ben, para dominar o universo.
Kevin 11: É o rival de Ben. Faz Bullying com ele e após um sonho, ele teve a ideia de criar o AntiTrix, uma contraparte do Omnitrix que dá a Kevin a capacidade de se transformar em contrapartes dos alienígenas de Ben, que são mais fortes, porém são um pouco mais instáveis.
Cavaleiro Eterno (Forever Knight no original): Um cavaleiro que durante a terceira temporada, ele recruta os vilões do Time Tennyson para se juntar á sua causa.
Alta Sobrecarga (High Override no original): Lider do império Fulmini que planejou invadir a terra para roubar os seus recursos para o seu povo através do Omnitrix.
Encantriz (Charmcaster no original): Rival de Gwen que usava o livro de Hex (na série original, ela é a sobrinha de Hex) para fazer feitiços mágicos, porém foi destruído em "Relógio de Bruxa".
Billy Bilhões (Billy Billions no original): Um menino rico e mimado que é rival de Ben. Sua família desenvolve tecnologias muito avançadas como robôs que ele os usa para combate.
Michael Morningstar: Ele estrela a série favorita de Gwen, Desvivos, tendo a capacidade de sugar a energia das pessoas para ficar cada vez mais forte. Ele ficou preso no livro de Encantriz no episódio "O Ataque do Encanto".
Maurice: Um humano dentro de um corpo de barata que ama dinheiro e sujeira.
Sydney: Uma barata dentro de um corpo humano que trabalha com Maurice.
Lorde Decibel (Lord Decibel no original): Um DJ que contra a música e o som e isso pode causar grandes terremotos.
Zombozo: Um palhaço que elabora planos para hipnotizar as pessoas para roubá-las.
Doutor Animal (Doctor Animo no original): Um cientista maluco que quer transformar as pessoas em animais mutantes.
Senhor Vapor (Steam Smythe no original): Um homem que usa máquinas de vapor e odeia o "novo".
Mortrança (Frightwig no original): Uma menina de 10 anos e uma aberração de Circo com cabelos ruivos longos e preênsis que até agem por conta própria às vezes e são muito acrobáticos para uma garota da idade dela.
Polegares (Thumbskull no original): Um homem enorme e careca, com super-força e um crescimento de unhas na cabeça.
Ácido (Acid Breath no original): Uma aberração de circo que pode cuspir ácido de sua boca.
LaGrange: Um corredor ilegal de origem francesa que dirige um carro vermelho e sempre quer bater o recorde mundial, colocando várias pessoas em risco no processo.

## Filme
- Ben 10 Contra o Universo: O Filme (2020)

## Outras mídias

### Brinquedos
Em junho de 2015, a Playmates Toys anunciou que a série teria uma linha de brinquedos para ser lançada em 2017. Foi lançado na Toys R Us nos Estados Unidos em junho de 2017, tendo o lançamento mundial a partir de julho e agosto do mesmo ano.

### Revistas em Quadrinhos
Foi confirmado em julho de 2017 que a série ganharia revistas em quadrinhos oficiais, desenhados por Russ Leach para as revistas Ben 10 Magazine no Reino Unido. Foi lançada em outubro de 2017 e finalizada em novembro do ano seguinte. 
A BOOM! Studios revelou que tinha adquirido a licença da Cartoon Network para produzir uma série de revistas em quadrinhos do Ben 10, que começaram a ser lançadas a partir de março de 2019.

### Jogo Eletrônico
Em 2016, foi anunciado em jogo para PlayStation 4, Xbox One e Nintendo Switch e foi feito pela Outright Games. O jogo foi lançado em 10 de novembro na Europa e em 14 de novembro nos Estados Unidos.

### Reality Show
Ben 10 Challenge é um game show em live-action produzido pela produtora espanhola La Competencia Productions em Madri para a Turner EMEA. Ele segue duas equipes de pessoas que competem em desafios e são testadas em seus conhecimentos sobre Ben 10. Foram criadas versões para a França, Alemanha, Itália, Oriente Médio, Polônia, Espanha, Turquia e Reino Unido, com a versão em espanhol também sendo exibida em Portugal dublada. A versão em inglês estreou no Reino Unido e na Irlanda em 13 de outubro de 2017 e na África em 23 de dezembro de 2017.

### Outras séries do Cartoon Network
Fora do seriado original, Ben 10 como personagem foi entrevistado na série Any Malu Show, no episódio 13 (Convida: Ben 10). Nesta entrevista, o Ben foi animado similar a outros personagens do seriado Any Malu (em lugar da animação da série original), porém a aparência física não mudou. As introduções da série e as anteriores também foram mostradas no episódio.